# Cirilo Salinas
Cirilo Salinas Pérez (Burgos, 1804 - Málaga, 1878) fue un arquitecto español de la Real Academia de Nobles Artes de San Fernando, autor de numerosas obras en la ciudad de Málaga. Ostentó el cargo de arquitecto municipal de Málaga además del de arquitecto diocesano por lo que ha legado tanto obras civiles como religiosas. 
Intervino en el diseño del Cementerio de San Miguel y diseñó la mayoría de las casas de La Coracha. Entre sus obras destacan el Cementerio de San Rafael, Mesón de San Rafael, la Iglesia de la Trinidad y el contiguo convento de la Paz.